# Gran Irlanda
Gran Irlanda (nòrdic antic: Írland hið mikla o Írland it mikla), també conegut com a Terra dels Homes Blancs (Hvítramannaland), i en llatí similarment com a Hibernia Major i Albania, era una terra on van dir alguns nòrdics que es trobava vora Vinland. En un informe, a la Saga d'Eric el Roig, alguns skrælingar capturats a Markland van descriure a la gent del que suposadament era Terra dels Homes Blancs, que havirn estat "vestits amb peces de vestir blanques, ploraven a crits, tenia llargs pals i portaven franges". Un altre informe l'identifica amb el poble "Albani", amb "el cabell i la pell tan blanca com la neu".
Els estudiosos i escriptors no estan d'acord sobre la naturalesa de la terra, ja que es tracta d'un mite basat en el coneixement desaparegut de les terres de l'oceà occidental, teories sobre la localització real d'algun lloc a Amèrica del Nord.

## Trobades

### Landnámabók
Segons el Landnámabók, Markland és el nom donat a una de les tres terres de la costa d'Amèrica del Nord, descoberta per Leif Eriksson al voltant del 1000 dC. Es trobava al sud de Helluland i al nord de Vinland.
Encara que mai es va registrar que fos assentada pels nòrdics, probablement hi va haver una sèrie d'expedicions posteriors de Groenlàndia per recollir fusta. Un document islandès de 1347 registra que un vaixell ha anat a la deriva i ha acabat a Islàndia en el procés de retornar des de Markland, sense més especificacions d'on és Markland.

## Localització
S'ha suggerit que Markland ha estat part de la costa de Labrador al Canadà, ja que Labrador es troba a la regió fortament forestada de taiga de l'Hemisferi Nord en la localització de Vinland, a l'illa de Terranova. Tanmateix, el clima i, per tant, la vegetació d'aquesta regió en particular poden haver canviat significativament des que es van concebre les sagues: vegeu Òptim climàtic medieval i Petita Edat de Gel.
La part particular de la costa de Labrador és difícil d'identificar, ja que Helluland ha estat ubicada a tot arreu des de l'illa de Baffin fins a la costa del Labrador del nord, més enllà de la badia de Groswater fins a la costa meridional de Labrador.

## A les sagues
La Saga dels Groenlandesos diu que Leif Eriksson es va establir l'any 1002 o 1003 per seguir la ruta descrita per primera vegada per Bjarni Herjólfsson. La primera terra que va trobar Eriksson era coberta de roques planes (nòrdic antic: "hella"). Per això la va anomenar Helluland, que significa "Terra de les pedres planes". A continuació, Eriksson va arribar a una terra plana i boscosa, amb platges de sorra blanca, que ell va anomenar Markland ("Terra de boscos"). La tripulació d'Eriksson va tallar els arbres i els va portar a Groenlàndia, ja que Groenlàndia només posseeix un petit bosc i normalment arreplega la fusta a la deriva o la importa. La "Saga dels groenlandesos" també parla de 160 homes i dones que es van establir a Markland per a protegir-se de l'hivern dirigits per Thorfinn Karlsefni (Þorfinnr Karlsefni Þórðarson), c. 1010.
La Saga d'Eric el Roig indica que Markland és al sud de Helluland, al nord de Vinland a l'altura de Kjalarnes, al nord-oest d'una illa anomenada Bjarney, i amb un país que Karlsefni creu que pot ser Hvítramannaland en algun lloc enfront de la seva costa. Ari Marsson va descobrir la terra sis dies després de salpar de l'oest d'Irlanda. Aquest viatge es creu que va tenir lloc al voltant de l'any 983.
| « | Llur fill era Ari, qui es va dirigir a la Terra dels Homes Blancs, que alguns anomenen Gran Irlanda. Es troba a l'oceà cap a l'oest, prop de Vineland la Bona, que es diu que és a sis dies de navegació a l'oest d'Irlanda. Ari no va poder escapar, i va ser batejat allà. Aquesta història va ser explicada per primera vegada per Hrafn Limerick-Farer que va passar molt de temps a Limerick a Irlanda. Thorkel Gellisson va citar alguns islandesos que havien escoltat al comte Thorfinn d'Orkney dir que Ari havia estat reconegut a la Terra dels Homes Blancs i no podia allunyar-s'hi, però en va pensar molt. | » |

### Saga d'Eric el Roig
La Terra dels Homes Blancs també s'esmenta a la Saga d'Eric el Roig, on es relaciona que els habitants de Markland en parlen a Thorfinn Karlsefni;
| « | Ara, quan van navegar des de Vinland, tenien un vent meridional, i van arribar a Markland, i van trobar cinc skrælingar; un era un home amb barba, dos eren dones, dos fills. La gent de Karlsefni va atrapar als nens, però els altres van escapar i es van enfonsar a la terra. I els van portar amb ells i els van ensenyar el seu discurs, i van ser batejats. Els fills van cridar a la seva mare Vætilldi, i al seu pare Uvægi. Van dir que els reis governaven la terra dels Skrælingar, un dels quals es deia Avalldamon i l'altre de Valldidida. Van dir també que no hi havia cases, i la gent vivia en coves o forats. Van dir, a més, que hi havia una terra a l'altre costat contra la seva terra, i la gent estava vestida amb peces de vestir blanques, plorava a crits, tenia llargs pols i portava franges. Se suposava que això era Hvitramannaland (Terra de l'home blanc). Després van arribar a Groenlàndia i es van quedar amb Eric el Roig durant l'hivern | » |

### Eyrbyggja saga
A l' Eyrbyggja saga, Gudleif Gudlaugson amb la seva tripulació havia intentat navegar des de Dublín fins a Islàndia, però va ser expulsat al mar, "primer oest i després al sud- oest, ben fora de la vista de la terra". Finalment van arribar a una terra; no sabien on, però semblava genial. Més tard, els habitants de la terra van venir a conèixer-los, i els nòrdics van pensar que semblaven parlar irlandès. Aviat, centenars d'aquestes persones van atacar i capturar als nòrdics i van marxar cap a l'interior a un tribunal per ser jutjats i sentenciats. Els nòrdics llavors van entendre que aquestes persones volien matar-los o esclavitzar-los, però aviat es van salvar per la intervenció d'un líder que vivia entre les persones. Va començar a fer preguntes detallades sobre les persones a Borgarfjord i Breidafjord a Islàndia i va donar als nòrdics alguns articles per passar-hi a persones específiques. També va afirmar que Gudleif havia tingut sort d'arribar al lloc, perquè "aquest és un gran país i els ports són pocs i molt llunyans". Encara que l'home no volia revelar la seva pròpia identitat (segons sembla, per evitar que els seus "iguals i germans de sang" s'afanyin a intentar visitar-lo), el nòrdic el va considerar que era Bjorn el campió de Breidavik que s'havia exiliat d'Islàndia uns trenta anys abans.
Les circumstàncies descrites en aquest informe han portat a alguns a connectar-la amb la Gran Irlanda, encara que la Eyrbyggja saga no fa aquesta identificació explícita. Es creu que el viatge va tenir lloc el 1029.

## Altres referències

### Sicília normanda delseglexii
Al segle xii els normands de Sicília (on els normands probablement van portar la creença d'ells des d'Escandinàvia), el geògraf àrab al -Idrisi en la seva famosa Tabula Rogeriana esmentava Irlandah-al-Kabirah (Gran Irlanda). Segons ell, "des de l'extremitat d'Islàndia fins a la de la Gran Irlanda", el temps de navegació era "un dia". Tot i que els historiadors assenyalen que tant al-Idrisi com els nòrdics tendeixen a subestimar les distàncies, l'única localització a la qual es creu que aquesta referència hauria indicat probablement hauria estat a Groenlàndia.

### Hauksbók
El Hauksbók afirma que els habitants de Hvítramannaland eren albani, que significa persones amb pèl i pell blanca.

### Islàndia delseglexvi
En un text islandès del segle xvi, aparentment s'havia elaborat un mapa de la terra;
| « | Sir Erlend Thordson havia obtingut de l'estranger el mapa geogràfic d'aquella Albània, o terra dels homes blancs, que es troba enfront de Vinland la bona, de la qual s'ha esmentat anteriorment en aquest petit llibre, i que els comerciants antigament anomenaven Hibernia Major o Gran Irlanda, i queia, com s'ha dit, a l'oest d'Irlanda pròpiament dita. Aquest mapa havia mantingut amb exactitud totes aquestes zones de terra, i els límits de Markland, Einfettingjaland i Helluland, juntament amb Groenlàndia, a l'oest d'on, on aparentment comença la bona Terra Florida. | » |

## Hipòtesis d'ubicació
Kirsten Seaver va identificar la terra com un país fabulós, que havia sorgit en el rerefons del coneixement desaparegut de les terres de l'oceà occidental dels islandesos.
Carl Christian Rafn va situar Gran Irlanda a la badia de Chesapeake. Rafn va basar la seva identificació en llegendes shawnee d'una raça qualificada d'"homes blancs que usaven instruments de ferro". Aquestes llegendes connectaven amb la descripció dels habitants de la Gran Irlanda com a persones blanques que portaven pols.
Altres fonts situaven Gran Irlanda a Terranova (Canadà). L'autor Farley Mowat va proposar que Gran Irlanda era al marge occidental de Terranova, St. George's Bay, i era poblada per papar que havien poblat primer Islàndia i després Groenlàndia escapant dels invasors nòrdics.
Les investigacions més recents coincideixen amb l'avaluació primerenca ja proposada per Fridtjof Nansen el 1911 i veu Hvítramannaland com un país purament mitològic basat en una recepció nòrdica dels mites geogràfics irlandesos durant l'Era Vikinga.